# Эйнган
Эйнган (умер в 590 году) — отшельник Лланенганский. Дни памяти — 9 февраля, 21 апреля.
Святой Эйнган (Eingan), или Эйганор Энеон (Einganor Eneon), или Эйнион (Einion), или Энеон (Eneon, Eneon Bhrenin), или Аниан (Anianus), британский принц или принц скоттов отправился из Камберленда в Уэльс. Там он окончил свои дни, как отшельник в Лланенгане неподалёку от Бангора. По преданию он был сыном вождя Кунедды, из семьи которого вышло не менее пятидесяти святых.